# Liparis imperatifolia
Liparis imperatifolia är en orkidéart som beskrevs av Rudolf Schlechter. Liparis imperatifolia ingår i släktet gulyxnen, och familjen orkidéer. Inga underarter finns listade i Catalogue of Life.